# Cytherurinae
Cytherurinae is een onderfamilie van kreeftachtigen uit de klasse van de Ostracoda (mosselkreeftjes).

## Geslacht
- Procytherura Whatley, 1970 †